# Vlag van Amazonas (Venezuela)

Vlag van Amazonas

De vlag van Amazonas is een horizontale driekleur in de kleurencombinatie blauw-groen-rood met daarop in het bruin een afbeelding van het oppervlak van de Venezolaanse deelstaat Amazonas, omringd door een donkergele rand en gevuld met zeven witte sterren en gestileerde weergaven van een berg en een indianenhoofd. De vlag is in gebruik sinds 28 februari 2002.
De elementen in de vlag hebben elk een symbolische betekenis. De blauwe baan staat voor rechtvaardigheid, moed, vergelegen doelen en de hemel. De groene baan symboliseert Amazonas als een ecologische, toeristische en culturele staat, gelegen in het immense Amazoneregenwoud. De rode baan staat voor het bloed van de verschillende etnische groepen die in Amazonas leven.
De gele rand van de afbeelding van het oppervlak verwijst naar de rijkdommen van het gebied en naar het licht, het leven en de cultuur. De kaart en diens bruine kleur staan voor het enorme oppervlak van de deelstaat en voor de rivieren (met name de Orinoco, de Casiquiare en de Rio Negro) hun bruine kleur van de mineralen uit de bodem hebben gekregen.
De zeven sterren staan voor de zeven gemeenten die de staat vormen: Alto Orinoco, Atabapo, Atures, Autana, Manapiare, Maroa en Río Negro. De gestileerde berg boven in de kaart is de tafelvormige berg (tepui) Autana, die door de inheemse bevolking als levensboom wordt gezien. Het type berg van de Autana komt veel voor in dit deel van Venezuela. Het indianenhoofd symboliseert de etnische groepen in het gebied (in het bijzonder de Yanomamö, het volk dat er het langst leeft) en hun geschiedenis en cultuur.